# Bosque Formosa EC
Bosque Formosa EC is een Braziliaanse voetbalclub uit Formosa, in de staat Goiás.

## Geschiedenis
De club werd opgericht in 1978 als Bosque EC, de huidige naam werd in 2008 aangenomen. Doordat de stad Formosa dicht bij de Braziliaanse hoofdstad gelegen is speelt de club niet in het Campeonato Goiano, maar in het Campeonato Brasiliense.